# Hoe word ik een Gooische Vrouw?
Hoe word ik een Gooische Vrouw? was een Nederlands informatief televisieprogramma op de zender Talpa in 2009. Het werd gepresenteerd door Bridget Maasland. Toen Talpa als Tien 24 uur per dag ging uitzenden, werd dit programma herhaald.

## Geschiedenis
Na een aflevering van Gooische Vrouwen, een komische dramaserie op Talpa, werd Hoe word ik een Gooische Vrouw? uitgezonden. De kijkers kregen informatie over wonen in Het Gooi, zoals welke kleding draagt men daar, welke sport wordt er beoefend, waar wordt er gewinkeld en in welke auto's rijdt men er rond?
Als vervolg op dit programma kwam er op RTL 5 (herhaling op RTL 8) het programma Hoe word ik een New Yorkse vrouw?, gepresenteerd door Bridget Maasland.